# Benito Juárez, Tumbalá
Benito Juárez är en ort i Mexiko.   Den ligger i kommunen Tumbalá och delstaten Chiapas, i den sydöstra delen av landet, 800 km öster om huvudstaden Mexico City. Benito Juárez ligger 608 meter över havet och antalet invånare är 989.
Terrängen runt Benito Juárez är varierad. Runt Benito Juárez är det ganska tätbefolkat, med 149 invånare per kvadratkilometer. Närmaste större samhälle är Yajalón, 12,5 km sydväst om Benito Juárez. I omgivningarna runt Benito Juárez växer i huvudsak städsegrön lövskog.